# Mobilking
Mobilking – marka usług telefonii komórkowej, świadczonych przez przedsiębiorstwo MNI Mobile będące własnością MNI Telecom. Był to operator wirtualny, korzystający z infrastruktury Polskiej Telefonii Cyfrowej, a po przejęciu marki przez MNI Telecom – z infrastruktury Orange Polska. Sieć oferowała usługi w systemie pre-paid.

## Właściciel
Pierwszy operator sieci, Mobile Entertainment Company, był początkowo własnością czeskiego funduszu private equity Penta Investments. W maju 2009 roku fundusz Penta Investments zdecydował się sprzedać Mobilking polskiej spółce telekomunikacyjnej MoCoHub Technology. Oficjalnym powodem rezygnacji dotychczasowego właściciela z Mobilking jest poszukiwanie innych, znacznie korzystniejszych możliwości ulokowania kapitału. Mimo zmiany właściciela operator MVNO dalej działał w oparciu o infrastrukturę PTC. MoCoHub Technology zobowiązał się rozwijać usługi telekomunikacyjne zarówno dla aktualnych, jak i przyszłych klientów. 1 stycznia 2010 roku nastąpiła kolejna zmiana właścicielska, sto procent udziałów Mobile Entertainment Company wykupiła spółka MNI Telecom.
Spółka zakończyła świadczenie usług 16 maja 2012 roku, a jej obowiązki przejęła MNI Mobile S.A. Klienci Mobilking zostali przeniesieni do sieci Simfonia, a nazwę sieci zmieniono na Mobilking mobi, pod którą firma prowadziła dalszą działalność do 9 lutego 2015 r.

## Kalendarium
- 25 lutego 2008 Mobilking rozpoczął świadczenie usług klientom[9].
- Od maja 2008 wspiera polską ekstraligę żużlową[10].
- 29 maja 2008 firma podała, że ma 45 tys. użytkowników, a do końca roku planuje mieć ich 200 tys.
- W czerwcu 2008 liczba użytkowników tej sieci wyniosła 60 tysięcy (po 4 miesiącach obecności na rynku) i była na daną chwilę liderem w segmencie MVNO (operatorów wirtualnych) w Polsce[11].
- 29 sierpnia 2008 roku w sieci zarejestrował się stutysięczny klient (po 6 miesiącach obecności na rynku). Firma była wtedy największym operatorem w segmencie MVNO w Polsce[12][13].
- 2 grudnia 2008 roku prezes Mobilking poinformował, że operator przekroczył liczbę 150 tysięcy klientów[14].
- 16 maja 2012 operator staje się częścią MNI Mobile[15]. Firma zmienia nazwę swojej sieci Simfonia na Mobilking mobi.
- 9 lutego 2015 firma MNI zaprzestaje świadczenia usług telefonii komórkowej pod marką Mobilking mobi.